# Лоптюга (приток Вашки)
Ло́птюга — река в Республике Коми России, протекает по территории Удорского района. Устье реки находится в 308 км по правому берегу реки Вашка. Длина реки составляет 152 км, площадь водосборного бассейна — 1620 км².
Высота истока — 179 м над уровнем моря.

## Данные водного реестра
По данным государственного водного реестра России относится к Двинско-Печорскому бассейновому округу, водохозяйственный участок реки — Мезень от истока до водомерного поста у деревни Малонисогорская. Речной бассейн реки — Мезень.
Код объекта в государственном водном реестре — 03030000112103000046699.

## Притоки
(расстояние от устья)
- 9 км: река Уль-Човча (пр)
- 11 км: река Косчовча (пр)
- 46 км: река Чим (пр)
- 71 км: река Кыв-Ю (пр)
- 75 км: река Усов-Ю (лв)